# صولي (قيليقية)
صولي (إغريقية: Σόλοι صُوْلُي ‎[sólo͝ɪ]‏) مدينة قيليقية قديمة كان بها مرفأ. موقعها في مرسين بتركية.

## معرض صور

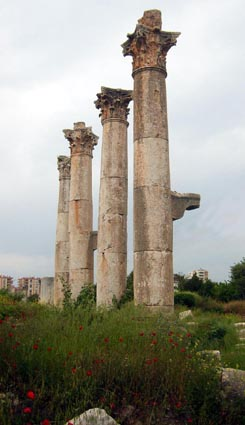
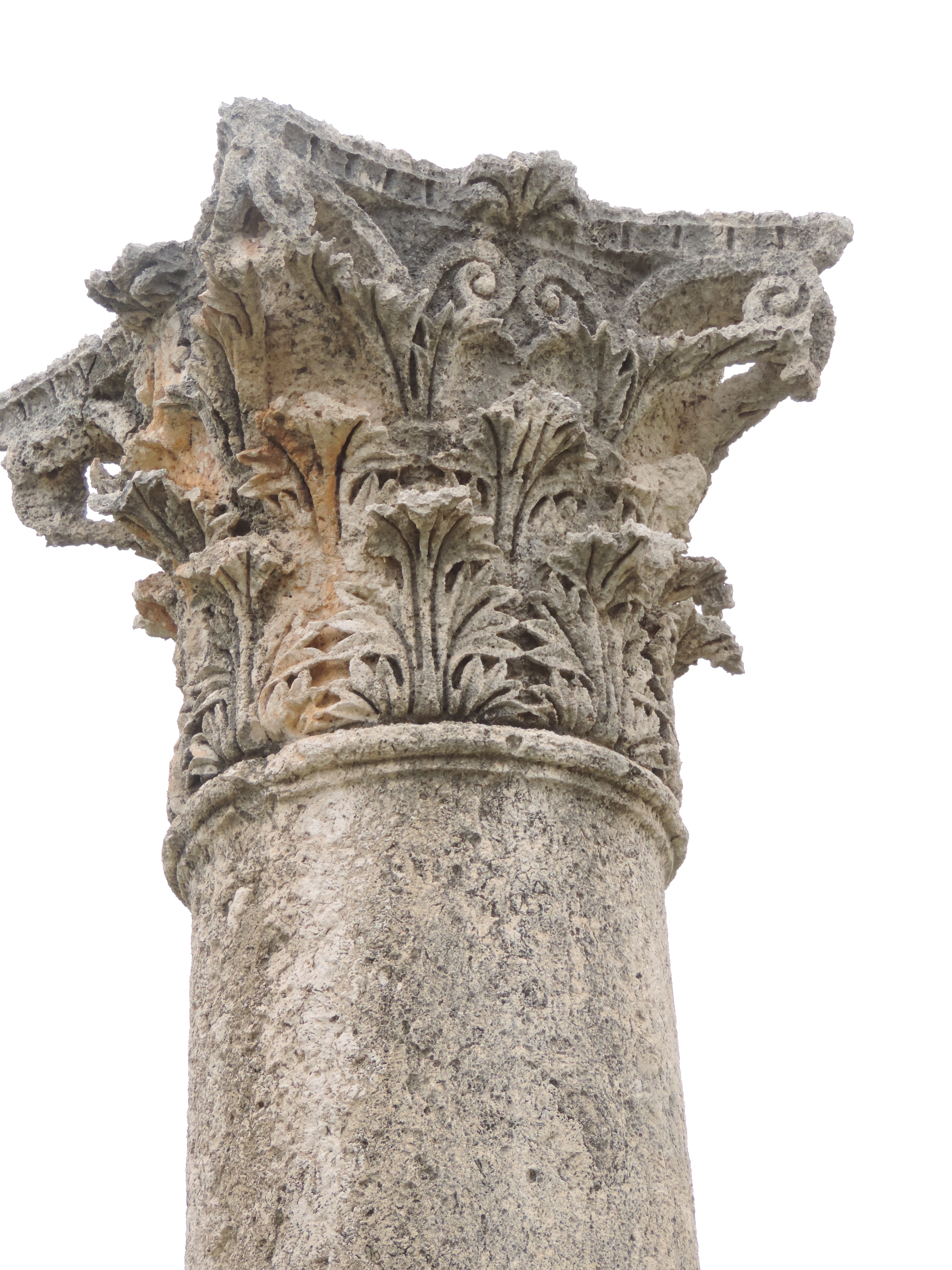
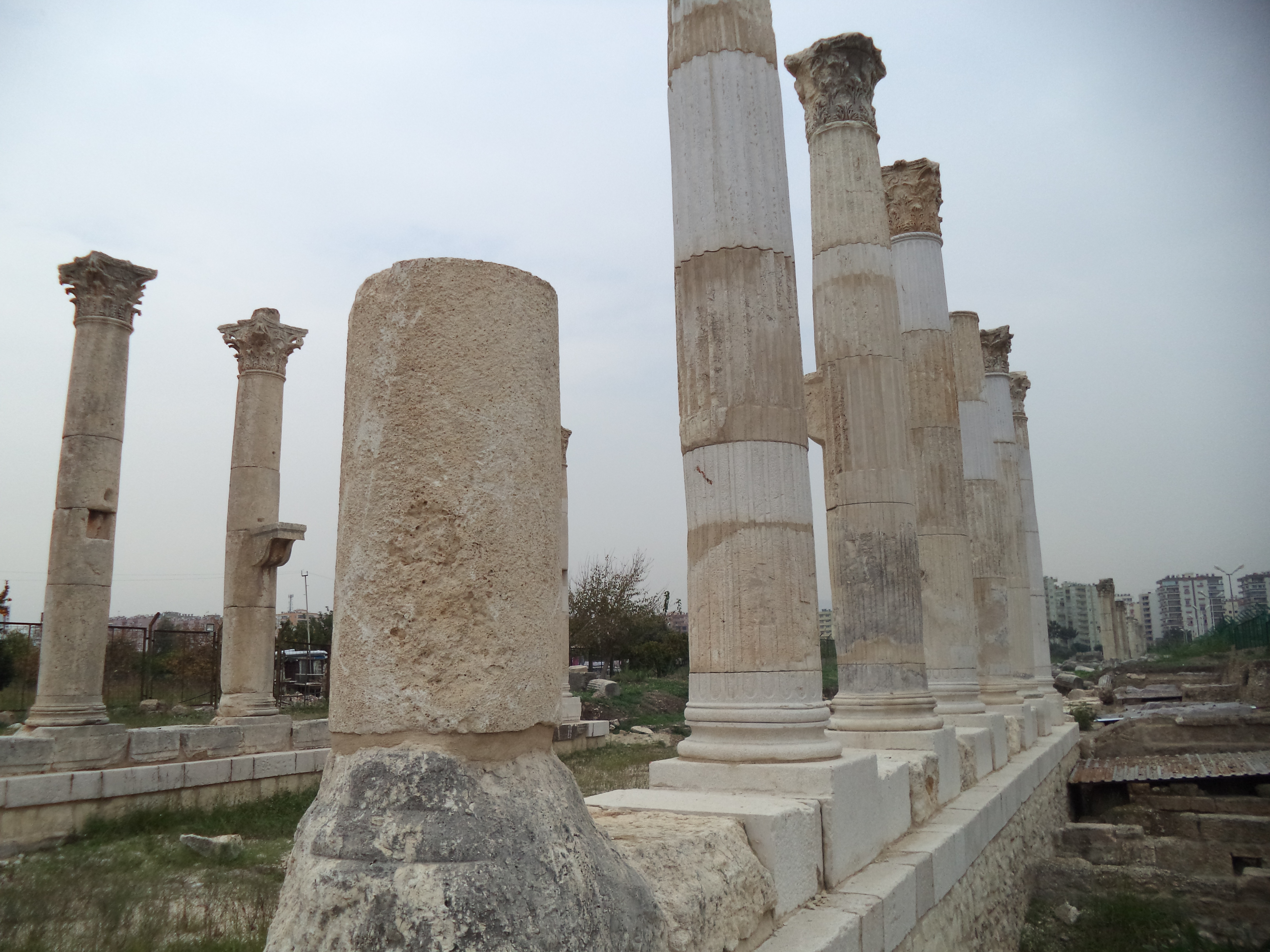
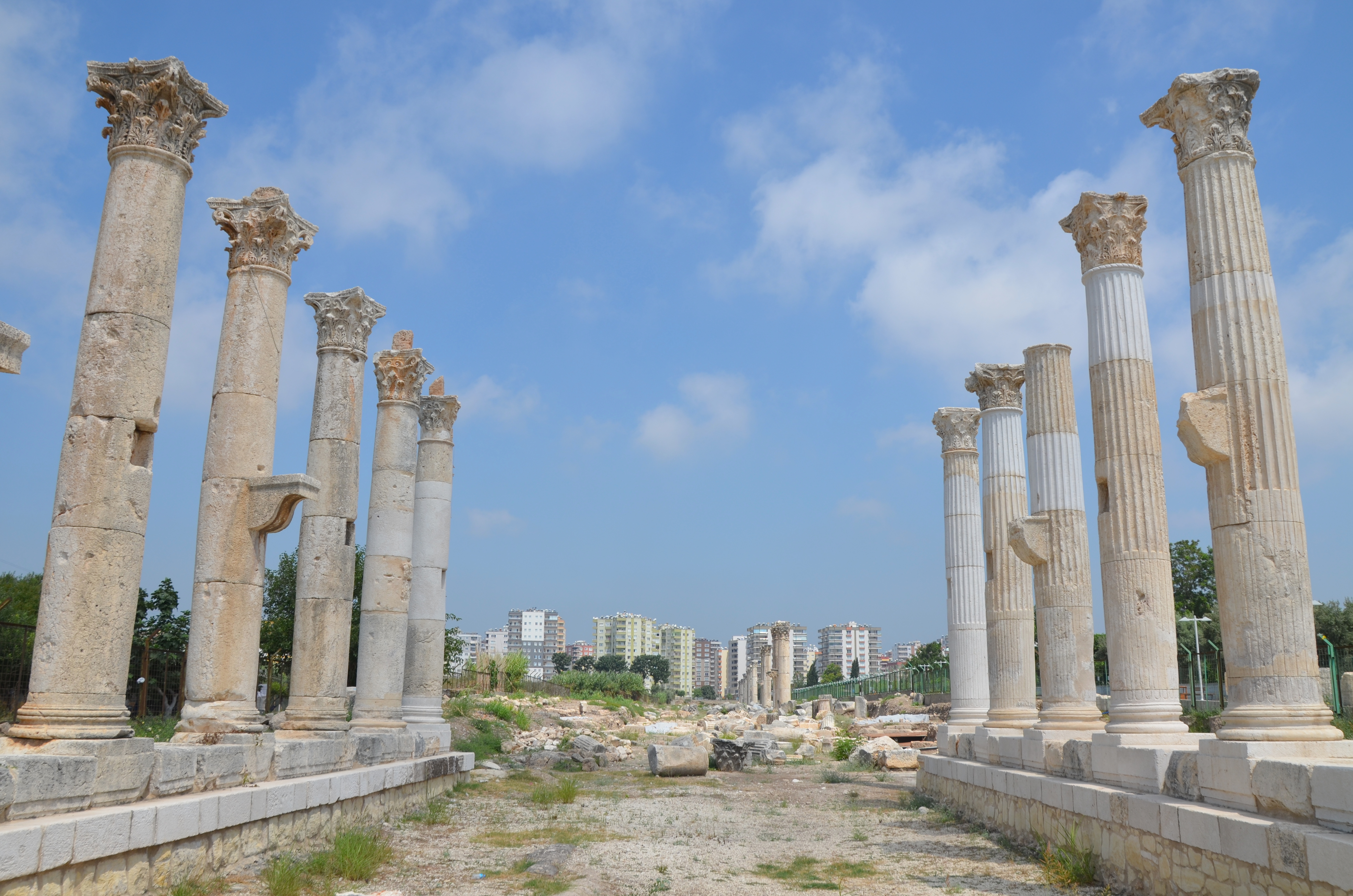

## أعلام
- أراطوس
- خريسيبوس